# 拉德洛 (英國國會選區)
拉德洛（英語：Ludlow），英國國會一郡選區，位於英格蘭什羅普郡南部，包括昔日什羅普郡南全部和布里奇諾斯區大部。
本區創設於1473年，1868年前應選兩席，1885年前為自治市選區。自1918年以來一直支持保守黨，只有2001年例外。2010年大選，自2005年起任當區議員的菲利浦·鄧恩以52.8%選票成功連任。